# Johann Friedrich von Schönberg

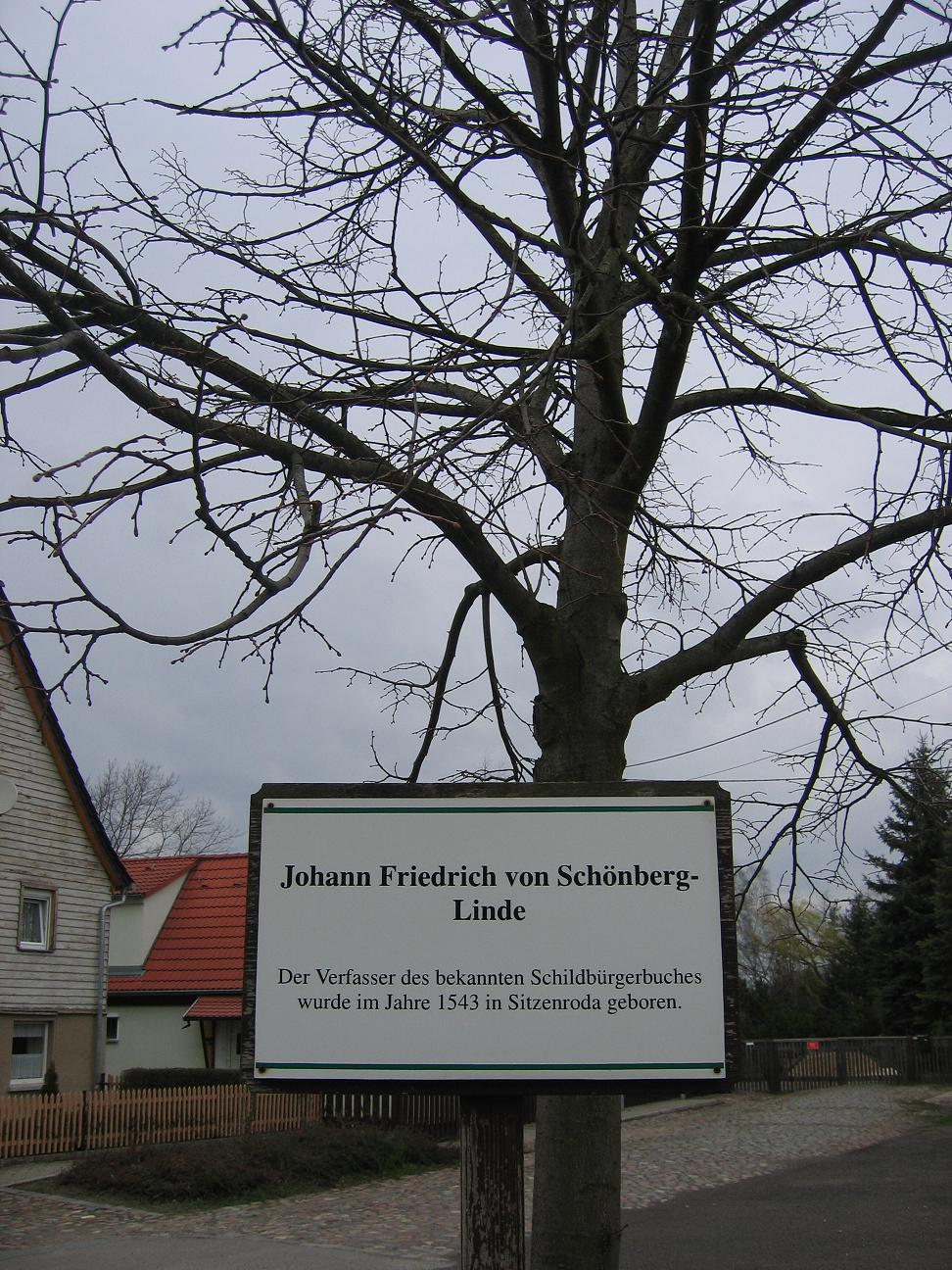
„Johann Friedrich von Schönberg-Linde“ in seinem Geburtsort Sitzenroda

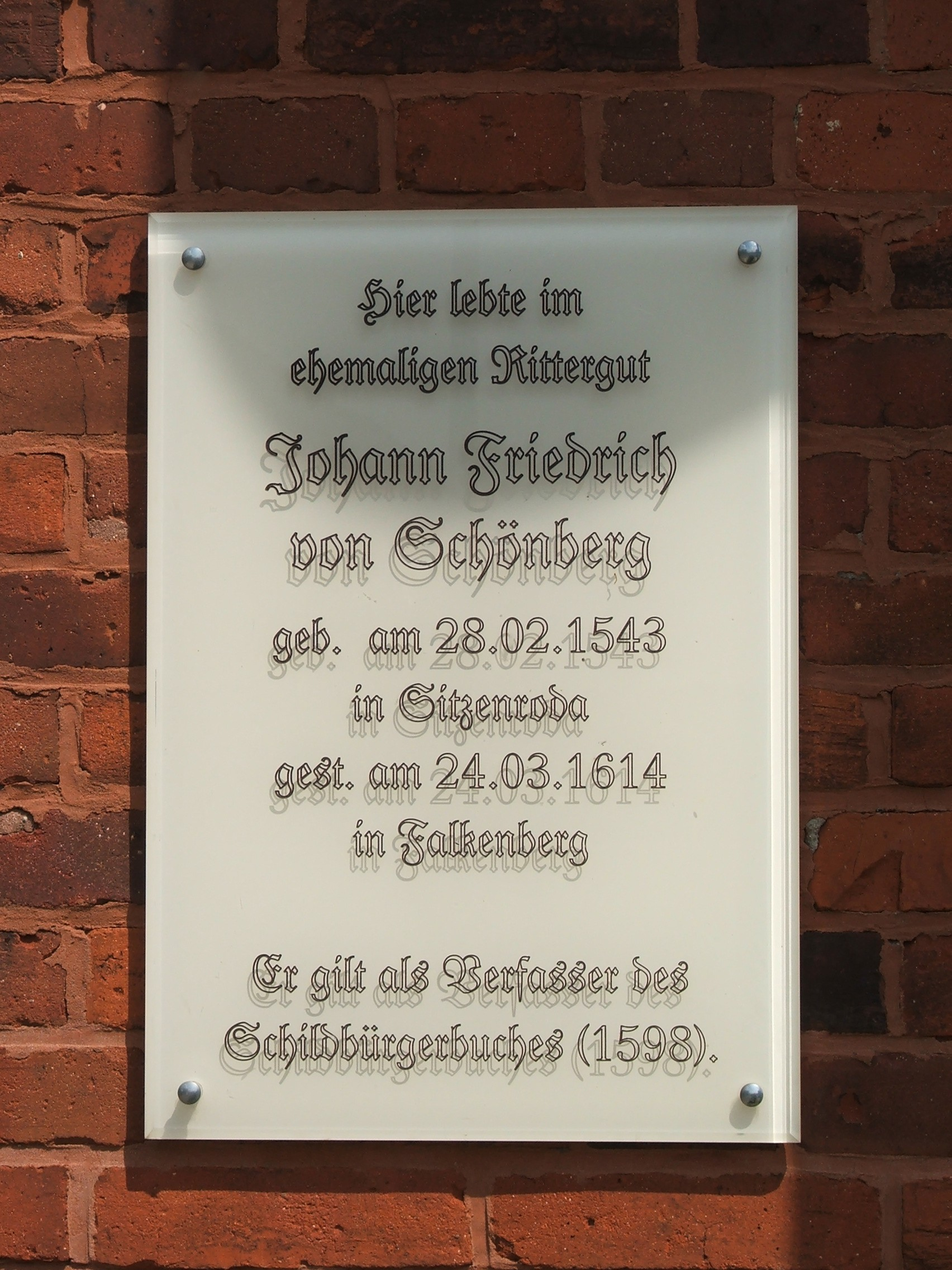
Johann-Friedrich-von-Schönberg-Gedenktafel in Falkenberg/Elster, am Eingang seines ehemaligen Landgutes

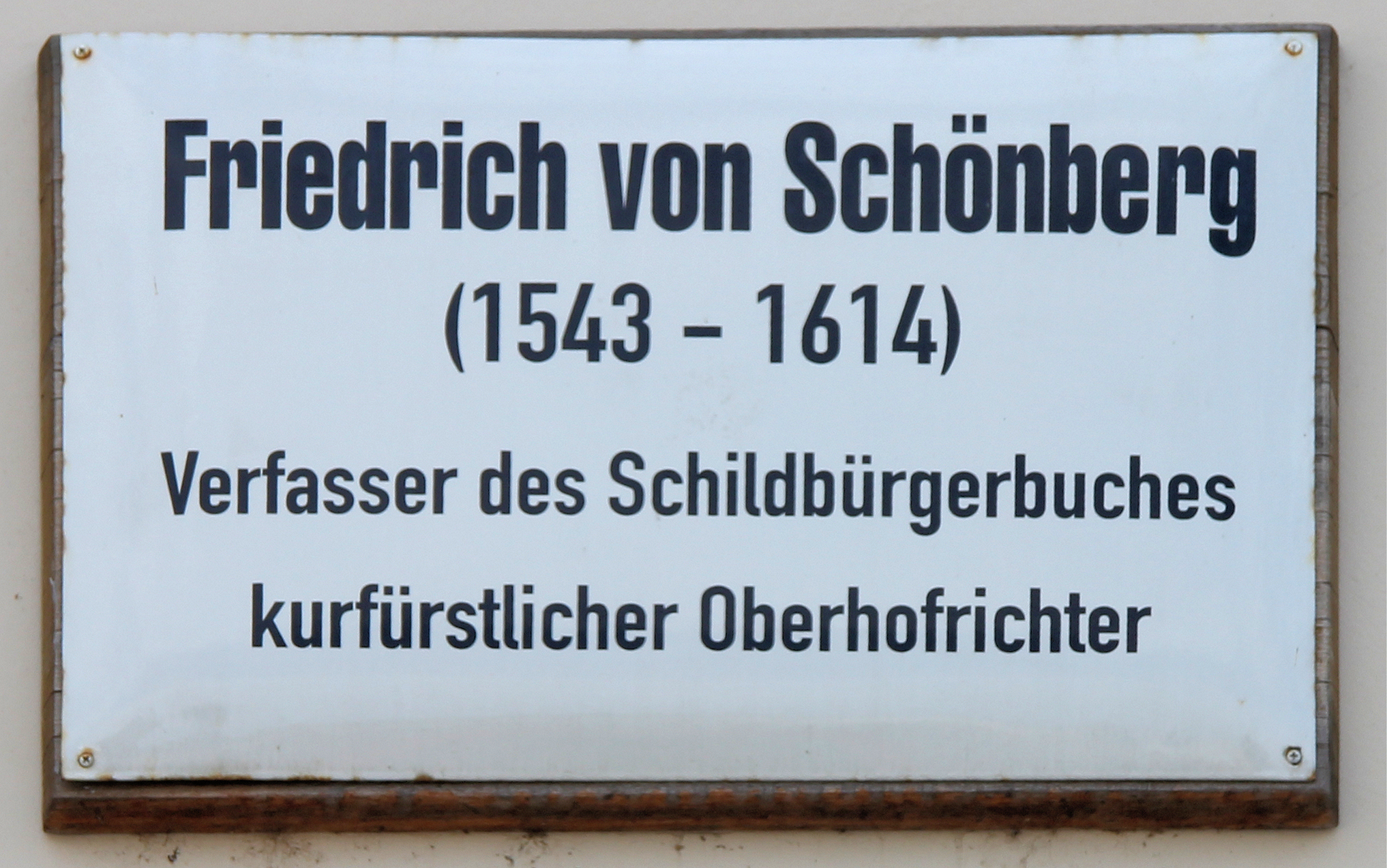
Gedenktafel am Haus Schloßstraße 14–15, in der Lutherstadt Wittenberg

Johann Friedrich von Schönberg (Pseudonym: Conradus Agyrta von Bellemont; auch: Hans Friedrich von Schönberg, Friedrich von Schönberg; * 28. Februar 1543 in Sitzenroda; † 24. März 1614 in Falkenberg/Elster) war ein Schriftsteller des 16. Jahrhunderts und Autor des bekannten Schildbürgerbuchs.

## Leben
Er wurde 1543 im heutigen Schildauer Ortsteil Sitzenroda als Sohn des kurfürstlichen Hofmarschalls Heinrich von Schönberg († 9. August 1575 in Dresden) und seiner Frau Dorothea, einer geborenen von Hopfgarten aus dem Hause Schlotheim, geboren und kannte die benachbarte Stadt von Kindheit an. Schönberg besuchte vom 17. Mai 1553 bis zum 5. März 1558, gemeinsam mit seinem Bruder Heinrich († 1611), das Gymnasium St. Augustin in Grimma. Mit seinem Bruder Heinrich und seinem Halbbruder August bezog er am 12. April 1562 die Universität Wittenberg. Hier absolvierte er sieben Jahre lang ein Studium der philosophischen und der juristischen Wissenschaften. Im Anschluss unternahm er den Sitten der Zeit entsprechend eine Bildungsreise, die ihn an mehrere Universitäten führte. Zurückgekehrt wurde er 1570 brandenburgischer Rat am Hof in Berlin. Nach dem Tod seines Vaters († 9. August 1575) übernahm er den unteren Hof des geteilten Rittergutes in Falkenberg. 1577 erhielt er die Stelle eines Gerichtsassessors am sächsischen Hofgericht in Wittenberg und wurde am 19. März 1590 Hofrichter an demselbigen. 1586 erhielt Johann Friedrich von Schönberg vom sächsischen Kurfürsten das Rittergut Uebigau zum Lehen. 1591 wurde er Hauptmann der Stadt Wittenberg und der Ämter Wittenberg Beltzig, Gommern und Elbenau. Daraufhin verlegte er 1592 seinen Wohnsitz nach Wittenberg, von wo er sich jedoch 1613, wegen der dort anhaltenden Pest, nach Falkenberg zurückzog, wo er bis zu seinem Lebensende wohnte. Sein Leichnam wurde nach Wittenberg überführt und am 18. April 1614 in der Wittenberger Schlosskirche beigesetzt.
Bekanntheit erlangte Schönberg als Autor der Schildbürgergeschichten. Anlässlich der General-Visitation im Jahre 1592 zur Bekämpfung des Calvinismus ärgerte er sich besonders über die „liederlichen Sitten und Verhältnisse in Schilda“. Das brachte ihn dazu, die bereits im Lalebuch von 1597 gedruckten Geschichten den Bürgern von Schilda zuzuschreiben, um sie so dem allgemeinen Gelächter preiszugeben. Dem Lalebuch war kein großer Erfolg gegönnt, dagegen war das im Jahr 1598 erstmals erschienene Schiltbürgerbuch lebendiger und erlebte ungleich mehr Nachdrucke.
Zudem hatte Schönberg die Geschichten von Till Eulenspiegel, von „Claus Narr“ (1572) sowie die „Historia von D. Johann Faust“ (1587) herausgegeben und so einer breiten Masse zugänglich gemacht. Noch heute erfreuen sich diese damals wenig beachteten bürgerlichen Schriften großer Beliebtheit.
In Uebigau erinnert seit 1998 eine Gedenktafel an ihn. In seinem Geburtsort weist eine Tafel an der nach ihm benannten „Johann Friedrich von Schönberg-Linde“ auf ihn hin, sowie in der Lutherstadt Wittenberg eine Gedenktafel am Hause der Schlossstraße 14/15. In Falkenberg/Elster gibt es eine nach ihm benannte „Von-Schönberg-Gasse“ und eine Gedenktafel.
Genealogisch ist anzumerken, dass er sich am 24. September 1570 in Torgau mit Sibylla von Spät († 1610), der Witwe eines gewissen von Karlewitz, der Tochter des sächsischen Hofmeisters Georg von Spät, vermählt hatte. Sie wurde ebenfalls in der Wittenberger Schlosskirche beigesetzt und ein Epitaph errichtet, das jedoch heute stark zerstört ist. Mit ihr hat er 5 Söhne und 5 Töchter gezeugt, wovon ihn je drei überlebten.